# Albin Molnár
Albin Molnár (* 2. Juni 1935 in Budapest; † vor oder am 16. Mai 2022) war ein ungarischer Segler.

## Leben
Albin Molnár war Sportlehrer an der 1955 gegründeten Testnevelés Tanszék (Abteilung für Leibeserziehung) der heutigen University of Pannonia Georgikon Faculty der Universität Veszprém in Keszthely.
Er war Trainer in Ungarn, in Italien und in der Schweiz. Er nahm selbst an Olympischen Spielen aktiv teil und führte viele Segler an Olympische Spiele sowie Weltmeisterschaften heran. Er promovierte als Sportmediziner und sprach neben Ungarisch, Deutsch, Russisch, Englisch auch Französisch.
Albin Molnár war ab 1965 Nationaltrainer in Ungarn und ab 1972 Bundestrainer des Deutschen Segler-Verbandes.
Bis zu seiner Pensionierung war er Landestrainer des Bayerischen Seglerverbandes. 2002 übernahm er noch einmal die Aufgabe eines Spezialtrainers für die Laser-Klasse im Auftrag des DSV, um die Teilnahme eines Seglers in dieser Klasse an den Olympischen Spielen 2004 in Athen sicherzustellen.
Zudem wurde er von verschiedenen anderen Klassen wie den Folkebooten für Spezialtrainingsmaßnahmen verpflichtet.

## Sportliche Erfolge
Molnár war Mitglied des Budapesti Építők SC. 1957 wurde er Dritter der ungarischen Segelmeisterschaften in der Klasse Finn-Dinghy.
Für Ungarn nahm er 1960 an den Segelwettbewerben der Olympischen Sommerspiele in Rom teil. Er startete als Vorschoter mit Steuermann Imre Holényi in der in diesem Jahr nach 1956 zum zweiten Mal bei den Olympischen Spielen vertretenen Jollen-Klasse Flying Dutchman und erreichte den 13. Rang im Gesamtergebnis.